# Мустафа Ель-Біяз
Мустафа Ель-Біяз (араб. مصطفى البياز, нар. 12 грудня 1960, Беркан) — марокканський футболіст, що грав на позиції захисника, зокрема за національну збірну Марокко.

## Клубна кар'єра
У дорослому футболі дебютував 1980 року виступами за команду «КАС Марракеш». Сезон 1987/88 провів у португальському «Пенафіелі», де провів лише одну гру.

## Виступи за збірні
1984 року захищав кольори олімпійської збірної Марокко. У складі цієї команди провів 2 матчі і був учасником футбольного турніру на Олімпійських іграх 1984 року в Лос-Анджелесі.
1983 року дебютував в офіційних матчах у складі національної збірної Марокко.
У складі збірної був учасником чемпіонату світу 1986 року в Мексиці, Кубка африканських націй 1986 року в Єгипті та Кубка африканських націй 1988 року в Марокко.

## Титули і досягнення
- Переможець Середземноморських ігор: 1983